# Hrvatski ovčar
Der Hrvatski ovčar (sprich: hrwatski owtschar) ist eine von der FCI anerkannte Hunderasse aus Kroatien (FCI-Gruppe 1, Sektion 1, Standard Nr. 277).

## Herkunft und Geschichtliches
Der Hrvatski ovčar stammt aus den Regionen Slawonien, Bačka und Baranja an der ungarischen Grenze. Er ist eng verwandt mit dem ungarischen Mudi. Seit Jahrhunderten werden solche Hunde als Hütehund in den Ebenen Slawoniens eingesetzt.

## Beschreibung
Er ist mit bis zu 50 Zentimeter und 16 Kilogramm ein mittelgroßer Schäferhund mit Steh- oder Kippohren. Das Fell der Hunde ist mittellang bis lang und weich, an Kopf und Gliedmaßen kurz. Es ist gewellt bis kraus und in der Grundfarbe schwarz, mitunter mit weißen Abzeichen.